# Milford Sound
Milford Sound ligger i det sydvestlige hjørne af New Zealands sydø. Selvom den kaldes "Milford Sound" er der rettelig tale om en fjord beliggende i Fiordland Nationalpark, der selv er en del af Te Wahipounamu.
Fjorden løber ca. 15 km inde i landet fra Det Tasmanske Hav og er omgivet af klippevægge, der rejser sig 1.200 meter eller mere på begge sider. Regnskov klæber sig til klippesiderne, mens sæler, pingviner og delfiner besøger vandene.
Stedets naturlige skønhed tiltrækker hver dag tusindvis af gæster. Turister bør dog medbringe paraplyer, da Milford Sound modtager over 7.000 mm regn årligt. I stedet for at være et problem, skaber hvert regnskyl masser af små, midlertidige vandfald ned ad klippekanterne. 95% af alle vandfald forsvinder, når der ingen regn er. Der er kun 2 permanente vandfald i Milford: Sterling Falls på 130 m, opkaldt efter en tidlig New Zealandsk officer, og Lady Bowen Falls på 162 m, der har sit navn efter en tidlig Guvernørs kone. Man skal dog være forsigtig, da opsamlet regn kan få dele af regnskovens bevoksning til at miste sit greb i klippesiden. Dette fænomen er også kendt som trælaviner og det tager typisk 16 sekunder fra træet løsriver sig i toppen til et større areal på nogle gange op til flere 100 kubikmeter lander i fjorden. Genopgroningen af regnskoven kan ses adskillige steder langs fjorden og dette tager helt op til 150 år før den når sin normale størrelse igen.
Milford Sound ligger omkring fem timers kørsel fra Queenstown. Mange turbusser til fjorden kører herfra, ligesom mange dyre helikopterture. Turen passerer gennem et uspoleret bjerglandskab, før man kører gennem den 1,2 km lange Homer Tunnel, der åbner ind til regnskovsdækkede kløfter, der går ned mod sundet. Milford Sound kan også nåes til fods, som den sidste destination på Milford Track.
Adskillige firmaer tilbyder bådture på fjorden – alle med afgang fra Milford Sound Visitor's Centre. Vandring og kanosejlads er også muligt. Et undervandsobservatorium giver mulighed for at se sorte koraller, som normalt kun findes på meget større dybder. Et mørkt lag ferskvand på overfladen, samt garvesyre tillader korallerne at vokse her nær overfladen.
Den 8. februar 2004 blev et oliespild på 13.000 liter olie opdaget. Det strakte sig over 2 km og resulterede i, at fjorden var lukket i to dage mens oprydningen fandt sted. Foureningen er i dag helt væk og skaden på parkens dyreliv synes at være minimal.
Milford Sound er navngivet efter Milford Haven i Wales.
Som et kuriosum kan det nævnes, at fjorden var vært for optagelsen af scenerne med Argonath i Ringenes Herre - Eventyret om Ringen.
44°37′S 167°52′Ø / 44.62°S 167.87°Ø